# Товла
Товла (также Товля азерб. Tövlə) — село в Габалинском районе Азербайджана. Входит в муниципалитет Мирзабейли.

## География
Село располагается на Алазань-Авторанской равнине к юго-западу от районного центра Габалы.

## Название
Слово «товля» относится к сельскохозяйственным терминам.

## Население
«Кавказский календарь» за 1856 год упоминает о деревне Товля с азербайджанским («татарским» по источнику) населении, с разговорным языком азербайджанским («татарским» в источнике). Вероисповедание жителей — мусульмане-сунниты.

По материалам посемейных списков на 1886 год, селения Товла и Чохур-Кабала образовывали Товлинское сельское общество. В Товле насчитывалось 63 дыма и 359 жителей и все азербайджанцы указанные как «татары»-сунниты.
Согласно результатам Азербайджанской сельскохозяйственной переписи 1921 года Товла Нухинского уезда Азербайджанской ССР имела 60 хозяйств и 266 человек населения.
Преобладающая национальность — тюрки-азербайджанцы.